# Rio Itaim (vattendrag i Brasilien, São Paulo)
Rio Itaim är ett vattendrag i Brasilien.   Det ligger i delstaten São Paulo, i den sydöstra delen av landet, 900 km söder om huvudstaden Brasília.
Omgivningarna runt Rio Itaim är huvudsakligen savann. Runt Rio Itaim är det glesbefolkat, med 17 invånare per kvadratkilometer.